# 파리스 알바흐
파리스 이브라힘 사이드 하수나 알바흐(아랍어: فارس ابراهيم سعد حسونة الباخ,‎ 1998년 6월 4일~)는 카타르의 역도 선수이다. 2020년 하계 올림픽 남자 미들헤비급에서 금메달을 획득했으며, 세계 역도 선수권 대회에서 금메달 1개, 은메달 2개, 동메달 1개를 획득했다.

## 개인사
그는 이집트 마할라알쿠브라 출신으로 아버지인 이브라힘 알바흐는 이집트 국가대표 역도 선수로 활동했다.